# E. B. White
Pour les articles homonymes, voir White.
Elwyn Brooks "E. B." White, né le 11 juillet 1899 et mort le 1er octobre 1985, est un écrivain américain connu pour avoir écrit les livres La Toile de Charlotte (1952), Stuart Little (1945) et The Elements of Style avec William Strunk Jr. (1918).

## Éditions en français
- Les aventures de Narcisse (Charlotte's Web) - Librairie Hachette - Collection Idéal-Bibliothèque n°134 (1957)
- La Toile de Charlotte - L'École des loisirs, collection Neuf (1982) 
  - réédité en 2007 sous le titre : Le Petit Monde de Charlotte - L'École des loisirs, Neuf.

## Prix et distinctions
- 1953 : Finaliste Médaille Newbery pour La Toile de Charlotte
- 1970 : (international) « Hightly Commended Authors »[1], par l' IBBY, pour l'ensemble de son œuvre
- 1970 : Children's Literature Legacy Award (en)
- 1972 : (international) « Honor List »[1], de l' IBBY, pour The Trumpet of the Swan (La Trompette magique)
- 1976 : (international) « Hightly Commended Authors »[1], par l' IBBY, pour l'ensemble de son œuvre